# Maurilia pallidipennis
Maurilia pallidipennis är en fjärilsart som beskrevs av W. Warren 1916. Maurilia pallidipennis ingår i släktet Maurilia och familjen trågspinnare. Inga underarter finns listade i Catalogue of Life.